# Noumatang
Noumatang (auch: Noumatofi, Numatong) ist ein Motu des Nonouti-Atolls der pazifischen Inselrepublik Kiribati.

## Geographie
Noumatang bildet die Nordwestspitze des Atolls und ist ein Ausläufer der Northern Causeways am Nordende des Atolls. In diesem zerklüfteten Teil des Atolls sind nur wenige Motu namentlich benannt. Der nächstgelegene Ort ist Abamakoro.